# アビオダン・バルワ
アビオダン・バルワ（Abiodun Baruwa、1974年11月16日 - ）は、ナイジェリアの元サッカー選手。元ナイジェリア代表。ポジションはゴールキーパー。

## 来歴
1997年にナイジェリア代表デビュー。出場機会は無かったが1998 FIFAワールドカップのメンバーにも選ばれた。ナイジェリア代表で5試合に出場した。

## 代表歴

### 出場大会
- ナイジェリア代表
  - 1998 FIFAワールドカップ

### 試合数
- 国際Aマッチ 5試合 0得点（1997年-1998年）[1]

| ナイジェリア代表 | 国際Aマッチ | 国際Aマッチ |
| 年               | 出場        | 得点        |
| ---------------- | ----------- | ----------- |
| 1997             | 2           | 0           |
| 1998             | 3           | 0           |
| 通算             | 5           | 0           |